# Hard Nose the Highway
| 전문가 평가              | 전문가 평가 |
| 평가 점수                | 평가 점수   |
| 출처                     | 점수        |
| ------------------------ | ----------- |
| Allmusic                 | [ 1 ]       |
| Christgau's Record Guide | B–          |
| The Village Voice        | C+          |

《Hard Nose the Highway》는 1973년 8월에 발매된 북아일랜드의 싱어송라이터 밴 모리슨의 일곱 번째 스튜디오 음반이다. 이 음반에는 팬들이 가장 좋아하는 싱글 〈Warm Love〉가 수록되어 있다.
모리슨이 작곡하지 않은 곡을 수록한 것은 그의 두 번째 솔로 음반이다. 전통적인 노래 〈Purple Heather〉를 리메이크한 것처럼, 보통 개구리 캐릭터 커밋과 관련된 노래 〈Bein' Green〉의 커버 버전이 포함되어 있다.

## 녹음
다작 녹음 세션 동안 녹음된 이 음반에는 더블 음반을 채우기에 충분한 자료가 있었다. 모리슨은 워너 브라더스 레코드에 이 아이디어를 제안했지만, 결국 싱글 LP를 발매할 것을 확신했다. 1972년 8월과 11월 사이에 열린 녹음 세션 동안, 거의 30곡의 노래가 모두 녹음되었고, 그 중 적어도 4분의 3은 원곡이었다. 《Veedon Fleece》와 같은 향후 음반을 위해 남겨진 몇몇 곡들은 저장되거나 재녹음되었지만, 대부분의 곡들은 1998년 아웃테이크 모음인 《The Philosopher's Stone》까지 발매되지 않았다. 전기작가 클린턴 헤일린은 "〈Warm Love〉와 〈Hard Nose the Highway〉만이 〈Madame Joy〉, 〈Bulbs〉, 〈Spare Me a Little〉, 〈Country Fair,〉 〈Contemplation Rose〉, 〈Drumshanbo Hustle〉과 같은 '거부자들' 옆에 편안하게 앉을 수 있었을 것"이라고 제안했다.
모리슨 자신의 설명에 따르면, 이 음반은 그의 완전한 통제 하에 완전히 제작된 첫 번째 음반이었다. 녹음 세션은 그가 캘리포니아주 페어팩스에 있는 그의 집 바로 옆에 지은 녹음 스튜디오에서 진행되기도 했다. 그는 이 음반에 대해 다음과 같이 말했다. "저는 단지 이 음반의 컨셉으로서, 제가 하는 일이 얼마나 어려운지 확인하려고 했을 뿐입니다. 게다가 그 반대편에는 좀 더 가벼운 것들이 있었어요. 한쪽은 딱딱한 느낌이 있고 다른 한쪽은 부드럽습니다."

## 곡 목록
모든 곡들은 특별한 언급이 없는 한 밴 모리슨에 의해 작사/작곡하였다.
| #  | 제목                      | 재생 시간 |
| -- | ------------------------- | --------- |
| 1. | 〈Snow in San Anselmo〉   | 4:33      |
| 2. | 〈Warm Love〉             | 3:22      |
| 3. | 〈Hard Nose the Highway〉 | 5:12      |
| 4. | 〈Wild Children〉         | 4:19      |
| 5. | 〈The Great Deception〉   | 4:50      |

| #  | 제목               | 작사·작곡 | 재생 시간 |
| -- | ------------------ | --------- | --------- |
| 1. | 〈Bein' Green〉    | 조 래포소 | 4:20      |
| 2. | 〈Autumn Song〉    |           | 10:34     |
| 3. | 〈Purple Heather〉 | 민요      | 5:42      |